# 1-ша чехословацька бронетанкова бригада
1-ша чехословацька бронетанкова бригада (чеськ. Československá samostatná obrněná brigáda, словац. Československá samostatná obrnená brigáda) — танкова бригада, що складалася з чехословацьких експатріантів. Організована і оснащена силами Сполученого Королівства в 1943 році під час Другої світової війни.
Бригада висадилася в Нормандії в серпні 1944 року і дістала завдання тримати в облозі контрольований Німеччиною порт Дюнкерк до кінця війни в Європі. У травні 1945 року бригада переїхала в Чехословаччину і влилася в Чехословацьку армію.

## Формування
1-шу чехословацьку бронетанкову бригаду утворено 1 вересня 1943 року, коли 1-ша чехословацька окрема бригада (яка сама спочатку була сформована в липні 1940 року як 1-ша чехословацька змішана бригада із залишків 1-ї чехословацької дивізії, що служила у складі французької армії) перетворилася на бронетанкову та була перейменована на 1-шу чехословацьку окрему бронетанкову бригадну групу (яку часто в англійській мові спрощено називали 1-ю чехословацькою бронетанковою бригадою або скорочено «1st CIABG»). Бригадою командував генерал-майор Алоїс Лішка. Мотопіхотний батальйон бригади вів свій родовід від чехословацьких підрозділів, які воювали в Лівії та Лівані, а надто 11-го піхотного батальйону, який брав участь в обороні Тобрука.

## Облога Дюнкерка

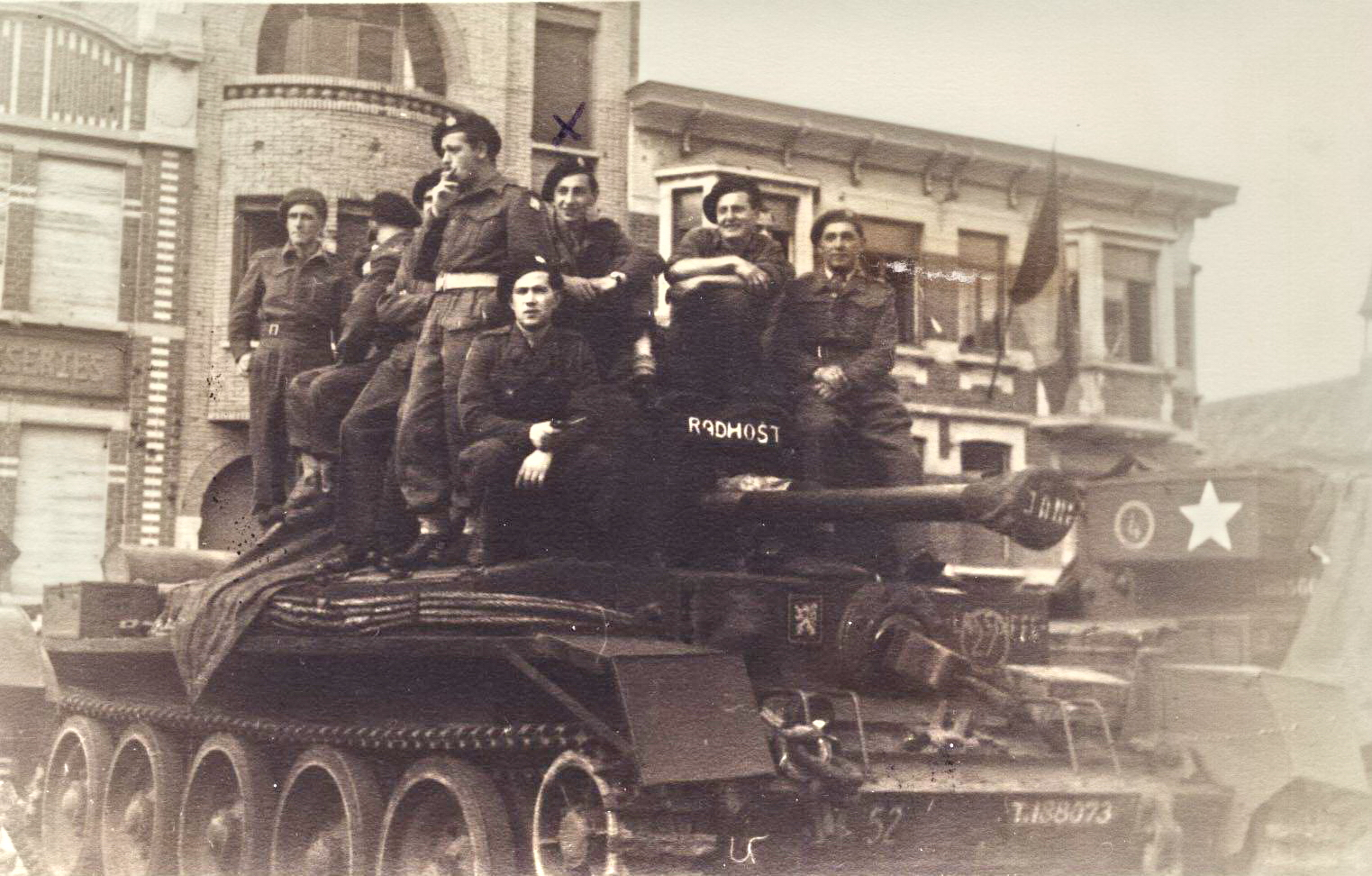
Танк «Кромвель» чехословацької бронетанкової бригади в м. Ле Панне (Бельгія), 1945 р.

Формування продовжувало проходити вишкіл у Великій Британії до літа 1944 року, коли, налічуючи близько 4000 військовиків, воно дістало призначення в Нормандію, де 30 серпня приєдналося до 21-ї групи армій у Фалезі. 6 жовтня бригада просунулася до Дюнкерка (північна Франція), прийшовши на підмогу 154-й британській піхотній бригаді на східному боці фортеці Дюнкерк. Бригада підпорядковувалася Першій канадській армії, яка відповідала за ведення облоги.
Танкові частини бригади були передовсім оснащені танками «Кромвель» і кількома 17-фунтовими танками «Шерман» (Sherman Firefly), Cruiser Mk VIII Challenger та легкими танками M5 Stuart. Бригаді відправили і танки «Crusader AA», які, як уважають, не використовувалися. Їх підтримував моторизований батальйон на БТРах M5 Half-track та Universal Carrier, протитанкова батарея з 12 76-мм протитанкових гармат QF 17-pounder і полк польової артилерії з двох батарей 25-фунтових гармат-гаубиць QF 25 pounder. Підрозділ підтримував розвідувальний батальйон, який використовував легкі розвідувальні машини Humber LRC, легкі танки M5 Stuart, бронеавтомобілі Humber і танки «Кромвель».
Залишок війни 1-ша бригада провела під Дюнкерком, почергово атакуючи та піддаючись атакам невтомного німецького гарнізону, враховуючи й успішний великий рейд на німецькі позиції 28 жовтня 1944 року в День незалежності Чехословаччини. Протягом цього часу бригаду підсилювали французькими підрозділами, сформованими з місцевих військ Французьких внутрішніх сил (FFI); 15 жовтня вони злилися в 110-й піхотний полк FFI з двома батальйонами, виділеними для облоги Дюнкерка. 24 січня 1945 року 110-й полк FFI розпустили, використавши два його батальйони та два інші батальйони FFI для переформування французького 51-го піхотного полку, що входив до регулярної армії. В різний час облогу підтримували і британські та канадські формування.
У листопаді бригада перейшла з 1-ї канадської армії до 21-ї групи армій. Навесні 1945 року 1-шу бронетанкову бригадну групу розширили до 5900 чехословацьких військовослужбовців, частина з яких походила з громадян, завербованих у визволеній Франції, та значної групи танкового батальйону, артилерійського полку, автотранспортної та інженерної рот із чехів і словаків, змушених служити у Вермахті і захоплених у Нормандії союзниками в полон.

## Повернення в Чехословаччину

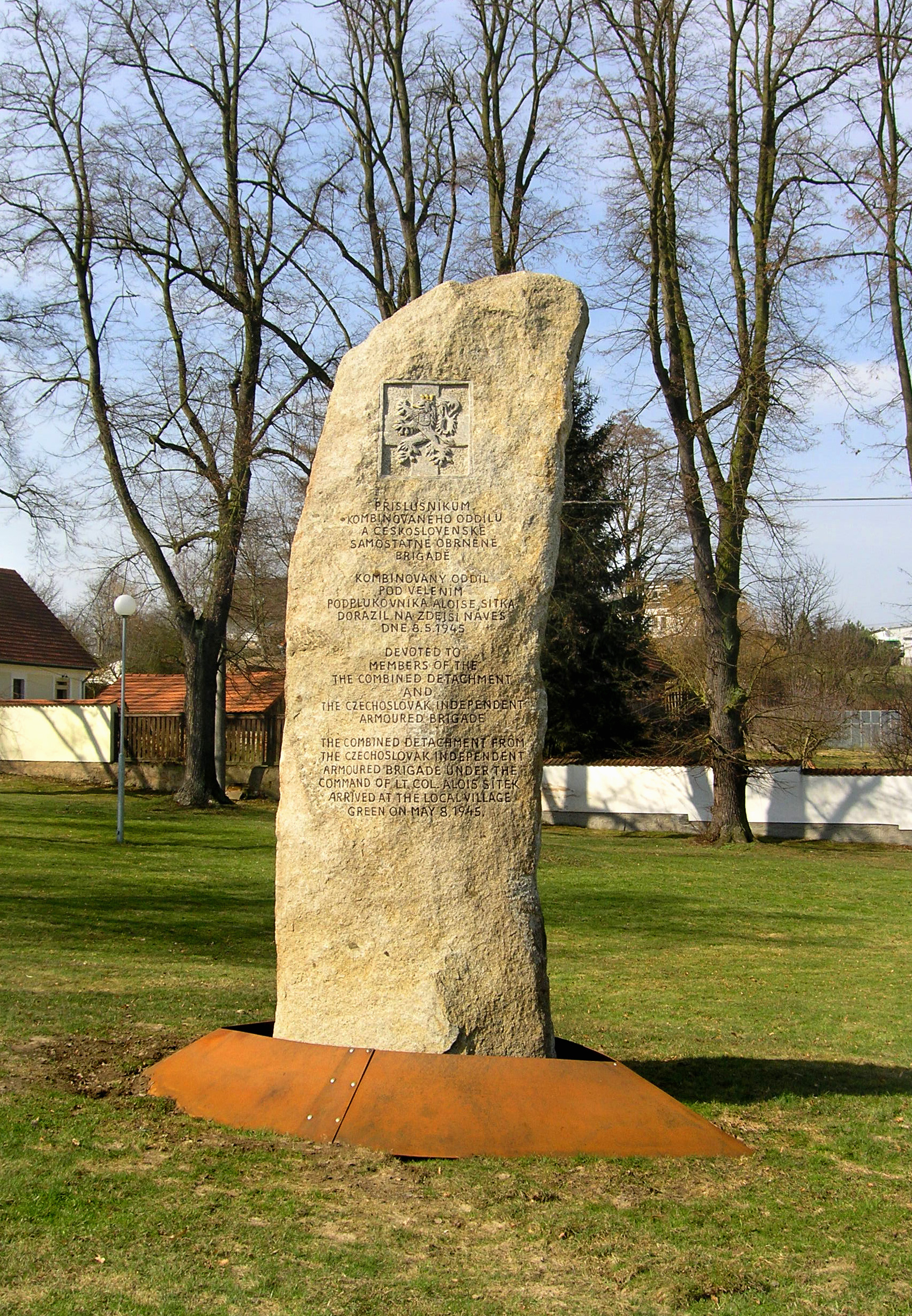
Пам'ятний знак бійцям зведеного загону та Чехословацької окремої бронетанкової бригади в Кишицях біля Пльзеня

23 квітня від військ, що облягали Дюнкерк, відокремився символічний підрозділ зі 140 осіб на чолі з майором Сітеком і приєднався до 3-ї армії США, піднявши 1 травня 1945 року на перетині кордону своєї батьківщини в Хебі чехословацький прапор.
Гарнізон Дюнкерка здався лише після капітуляції Німеччини 9 травня 1945 року, коли в полон до чехословаків потрапили 15 500 німецьких військовиків і три підводні човни. Потім бригада рушила маршем до Праги, діставшись міста 18 травня 1945 року — через вісім днів після прибуття створених Радянським Союзом чехословацьких військ під командуванням Людвіка Свободи.
Під час облоги Дюнкерка військові втрати чехословацької бронетанкової бригади становили 668 осіб: 167 загиблих, 461 поранений та 40 зниклих безвісти.

## Структура
Устрій у вересні 1944 р.:
1-й чехословацький танковий батальйон
2-й чехословацький танковий батальйон
1-й чехословацький мотопіхотний батальйон (дві роти)
артилерійський полк (дві батареї)
протитанковий батальйон
інженерний батальйон (дві роти)
розвідувальний батальйон (наприкінці 1944 року стала 3-м чехословацьким танковим батальйоном)
Устрій у травні 1945 р.:
1-й чехословацький танковий батальйон
2-й чехословацький танковий батальйон
3-й чехословацький танковий батальйон
1-й чехословацький мотопіхотний батальйон (три роти)
артилерійський полк (три батареї)
протитанковий батальйон
інженерний батальйон (три роти)

## Виноски
1. ↑  Офіційна англійська назва Brigade Group вказувала на організаційну відмінність цього підрозділу від стандартних бригад.[1]